# Quintette à vent no 2 de Françaix
Pour les articles homonymes, voir Quintette à vent (homonymie).
Le Quintette à vent no 2 est une œuvre de musique de chambre de Jean Françaix composée en 1987.

## Présentation
Le Quintette à vent no 2 pour flûte, hautbois (également cor anglais), clarinette en si , basson et cor de Jean Françaix est un quintette à vent composé en 1987. L'œuvre, commande du Festival de musique du Schleswig-Holstein, est dédiée au Quintette Aulos, qui crée la partition le 18 juillet 1987 à Neumünster dans le cadre du Festival,,. 
Pour le musicologue François-René Tranchefort, comparativement au Quintette no 1 de 1948, le Quintette à vent no 2 « apparaît — non sans paradoxe — comme le plus jeune d'esprit et le plus naturel ». 
L'œuvre, d'une durée moyenne d'exécution de dix-huit minutes environ, est en quatre mouvements : 
1. en deux parties : Preludio, dans lequel « les instruments viennent se lover[1] », introduction « qui possède toute la nostalgie d'une rêverie sur le temps vécu[2] » — puis Toccata. Allegro, « démonstration de virtuosité instrumentale[1] » où « la flûte et la clarinette se dissocient […] dans une course poursuite de motifs courts en double croches, qui se répandent ensuite sur les portées[1] » ;
2. Scherzando, scherzo à 
 qui « offre […] la maîtrise de la forme, des couleurs instrumentales et des motifs mélodiques, donnant un jeu d'ensemble toujours d'à propos et varié[1] » ;
3. Andante, mouvement qu'orne « une très jolie mélodie énoncée par le cor anglais […] avec tendresse[1] » ;
4. Allegrissimo, finale dans lequel « les instruments ironisent, à qui mieux mieux[1] ».

La partition est publiée par les éditions Schott.

## Discographie sélective
- Jean Françaix: Wind Quintets Nos.1&2, L'Heure du Berger, Kammervereinigung Berlin, MDG, 1995.
- Jean Françaix, "Le Gay Paris", Prague Wind Quintet, Praga Digitals PRD 250 126, 1998.
- Jean Françaix: Quintets, Quartet, Divertissement, Bergen Woodwind Quintet, BIS Records SACD-2008, 2012[4].